# Александър Добринов
Александър Христов Добринов е български художник карикатурист, известен с работата си в областта на портретния шарж. В своето творчество Добринов отразява стотици лица на културния живот в България и чужбина.

## Биография
Александър Добринов е роден на 29 август 1898 г. в Търново в семейството на Донка и Христо Добринови. Той е петото от общо шест деца в семейството, майка му е потомка на известен тревненски зографски род, баща му е бил гостилничар в Търново. В спомените на Христо Добринов, съхранявани в архива на семейтвото на художника, е отбелязано, че Добринов се проявява в рисуването още от шестата си година, преди да тръгне на училище.  Неговите ранни творби бащата закача в гостилницата си, където сред гостите присъстват Стоян Михайловски, Цанко Бакалов-Церковски, Петко Ю. Тодоров и други видни личности от града.
През 1915 г. Александър Добринов, заедно с баща си, заминава за София и неуспешно кандидатства за прием в Рисувалното училище. Приет е през следващата 1916 г. при проф. Цено Тодоров и проф. Стефан Иванов, преподават му също Марин Василев, Харалампи Тачев, Симеон Велков, Антон Митов. Обучението на Добринов е прекъснато от скорошна мобилизация – изпратен е на фронта в Македония до края на Първата световна война.
След края на войната Добринов продължава обучението си като едновременно с това публикува първите си карикатури във в. „Българан“ (1918 г.), а след това и в сп. „Червен смях“, сп. „Комедия“, в. „Епоха“, през 1919 г. се присъединява към Дружеството на независимите художници и участва в първата му изложба в салона на Рисувалното училище през 1920 г.
През 1920 г., след като завършва общия курс на Държавното художествено индустриално училище, Добринов записва специалния курс по живопис, но прекъсва обучението си в началото на 1921 г. и заминава за Виена, където в продължение на две години посещава Кунстгевербешуле (Kunstgewerbeschule des Österreichischen Museums für Kunst und Industrie). В австрийската столица Добринов рисува портрети на Макс Пусен, Емил Зауер, Рихард Щраус, публикува карикатури в списанието „Die Muskete“ и в хумористичния вестник „Faun“.
След завръщането си в София, през 1924 г. Добринов организира първата си самостоятелна изложба в страната в Тръпковата галерия (показани са 36 карикатури), публикува в сп. „Маска“, „Ек“, в. „Зора“, „Епоха“, „Социалистическа младеж“ и отново записва специалния курс по живопис при проф. Цено Тодоров и проф. Стефан Иванов.
През 1925 г., заедно с журналиста П. Господинов, Добринов издава сп. „Скорпион“, където публикува политическите си карикатури. В тази връзка след атентата в църквата „Св. Крал“ (днес „Св. Неделя“) Добринов е арестуван и прекарва два месеца в затвора.
През 1926 г. Ал. Добринов участва в общата художествена изложба на българските художници в Прага, а през 1927 г. заминава за Чехословакия, където остава да живее и работи до 1932 г. През този период Добринов урежда шест самостоятелни изложби – две в Прага, в Бърно, Моравка Острава, Хратце Кралове, Лухачовице. Докато пребивава в чужбина, Добринов изпраща творби, с които участва в изложбата на Дружеството на независимите художници през 1927 г., а също и в първата и втората обща изложба на карикатуристите в България през 1930 – 1931 г.
В Прага Добринов публикува карикатури във водещите списания и всекидневници и дружи с учещите се в Пражката художествена академия Атанас Тасев и Добри Добрев, посещава семейството на Христина Морфова, среща се с писателя Христо Борина, поета Кирил Христов и художничката Елисавета Косулова-Вазова, чиито съпруг – Борис Вазов – по това време е пълномощен министър в Прага.
След кратък престой в България през 1932 г., през 1933 г. Добринов заминава за Рим, където през март открива самостоятелна изложба с рисувани от натура портрети. От този период датира и известният портрет на Шаляпин, който световният бас подписва с „Браво, сеньор Добринов“. След една година двамата се срещат отново, този път в София, където Добринов прави втори портрет на Шаляпин – този път в ролята на княз Конча от операта „Княз Игор“.
През 1934 г. Добринов се завръща в България, организира втората си самостоятелна изложба в страната и сключва брак с Милка Христова, през 1936 г. се ражда синът им – Любозар. През 1935 г. и 1936 г. следват още две самостоятелни изложби в Постоянната художествена галерия в София, а през 1937 г. Добринов открива самостоятелна изложба във Варшава, за която освен в местната преса, информация се публикува и в България – във в. „Зора“, Слово", „Народ“. През декември 1937 г. Добринов участва в общата художествена изложба на карикатуристите в Белград. Самостоятелни изложби следват през 1938 г., 1939 г., 1940 г. и 1941 г., а през 1940 г. Добринов участва в обща художествена изложба на българското изкуство в Атина.
През 1940 г. и 1942 г. Добринов посещава Германия с българската културна делегация.
В началото на 1944 г. художникът, заедно със семейството си се евакуира във Варна, творбите му са намалели и той почти не публикува. През есента на 1944 г. той е арестуван, в обвинителния му акт е записано: „Александър Христов Добринов – от София, задържан в Централния затвор, бивш редовен сътрудник карикатурист на дирекцията за национална пропаганда, илюстрирал множество свръхфашистки картички...“.
През 1945 г. Александър Добринов е осъден на две години затвор, излежава ги в Червения кръст (днес институт „Пирогов“). През 1947 г. художникът е освободен, възвърнато е членоството му в СБХ и издържа семейството си като създава проекти за етикети на консервната промишленост, плакати за безопасност на труда и др.
През 1949 г., с 48-часово предизвестие, художникът е изселен в град Луковит, където, за да се препитава, изработва плакати, членството му в СБХ отново е отнето. През 1950 г. получава два инсулта, от които успява да се възстанови. През 1951 г. кандидатсвта за член на СБХ, но получава отказ, тъй като творбите му „не дават данни за преустройство“.
През 1953 г. на Добринов е разрешено да напусне гр. Луковит, но тъй като софийското жителство не му е възстановено, така че след месеци търсене, семейството успява да си намери квартира в Панчарево, в дома на отец Атанас Чимширов. През декември същата година е поканен от в. „Литературен фронт“ да направи шаржове на български писатели за новогодишния брой. Постепенно и други издания се обръщат към него и в периода до 1958 г. той сътрудничи на вестниците „Литературен фронт“, „Народна култура“, „Стършел“, „Труд“, „Вечерни новини“, „Отечествен фронт“ и др.
В началото на 1958 г. Александър Добринов се разболява от рак и умира на 20 септември, скоро преди това навършил 60 години.

## Години на забрава
Творби на Александър Добринов не се излагат в продължение на 48 години, едва през 1987 г., 29 години след смъртта на художника, такива се появяват в обща изложба, а през 1989 г. в залите на ул. Шипка N:6 се организира посмъртно самостоятелна изложба на Добринов, която предизвиква голям интерес.

## Кафене „Цар Освободител“
През 1935 г. Добринов създава няколко композиции: „Ротари клуб“, „Софийският клуб“, „Масата на сенаторите“ в кафене „България“, „Професорите на Медицинска академия“, колективна карикатура на българските писателки, и най-известната от тях – „Кафене „Цар Освободител“.
Тази композиция е съставена от 106 образа, както следва: Никола Мушанов, д-р Т. Христов, гл. секретар на външно министерство, Андрей Тошев, бивш пълн. м-р и по онова време министър-председател, Симеон Радев, Павлов, пълн. м-р, Г. Кулишев, Фани Попова-Мутафова, Елисавета Багряна, Петър Райчев, Яна Язова, Дора Габе, Хр. Чолчев („Вестник на жената“), Н. Гешев, С. Овчаров, архитект, Сирак Скитник, Б. х. Калчев, Андрей Протич, проф. Александър Балабанов, Елин Пелин, проф. д-р Михаил Арнаудов, Александър Божинов, проф. Богдан Филов, Никола Михов, Добри Христов, , Ст. Б. Митов, Т. Г. Влайков, Добри Немиров, Н. Г. Златарски, адвокат, проф. Абаджиев, проф. Асен Кантарджиев, проф. д-р Асен Златарев, Ив. Камбуров, архитект Стефан Босолов, архитект Иван Васильов, проф. Спиридон Казанджиев, полк. о.з. Хр. Антонов, проф. доктор Н. Долапчиев, Никола Танев, художник, Ст. Л. Костов, Асен Русков, Г. Райчев, Ст. Стоилов, Юрий Яковлев, Д. Ачков, Иван Харизанов, Тр. Кунев, Димчев, бивш окръжен управител Пловдив, Ст. Омарчевски, Христина Морфова, Людмила Прокопова, Люб. Лукаш, Петко Стайнов, композитор, Любен Владигеров, Панчо Владигеров, Саша Попов, диригент, Йордан Бадев, Григор Василев, Димо Казасов, Хр. Статев, Димо Сяров, Тодор Кожухаров. Ст. Д. Танев, Данаил Крапчев, Борис Денев, Андрей Николов, Никола Маринов, художник, Иван Пенков, художник, Чавдар Мутафов, Жорж Папазов, художник, Констатин Щъркелов,художник, Пандо Киселинчев, Петър Морозов, Йонко Вапцаров, Илия Бешков, художник, П. Спасов, Чудомир, Ангел Каралийчев, Ал. Карпаров, Славчо Красински, д-р Б. Вазов, проф. д-р Л. Диков, Асен Цанков, Александър Андреев, скулптор, Константин Констатинов (Душечка), д-р Михаил Тихов, Сотир Янев, Ив. Генадиев, Цв. Парашкевов, Г. Кондов, адвокат, Панчо Накашев, магистър-фармацевт, К. Н. Петканов, Лазар Киселинчев, предприемач-строител, П. Карапетров, Дамян Калфов, Н. Атанасов, писател, Йордан Йовков, писател, Людмил Стоянов, писател, Райко Алексиев, акад. Никола Бонев, Ив. Добрев, проф. д-р Москов, Сим. Андреев, Илия Югрев, съдържател, Коста, келнер, Иванчо, келнер, Александър Добринов, художник – автор.